# 胡蘿蔔素

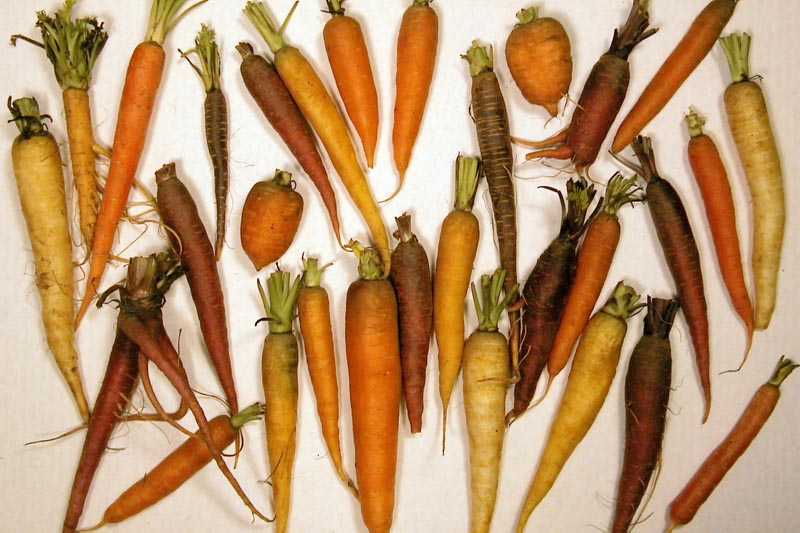
胡蘿蔔素使胡蘿蔔與許多蔬菜和水果具有紅色、橘色或黃色

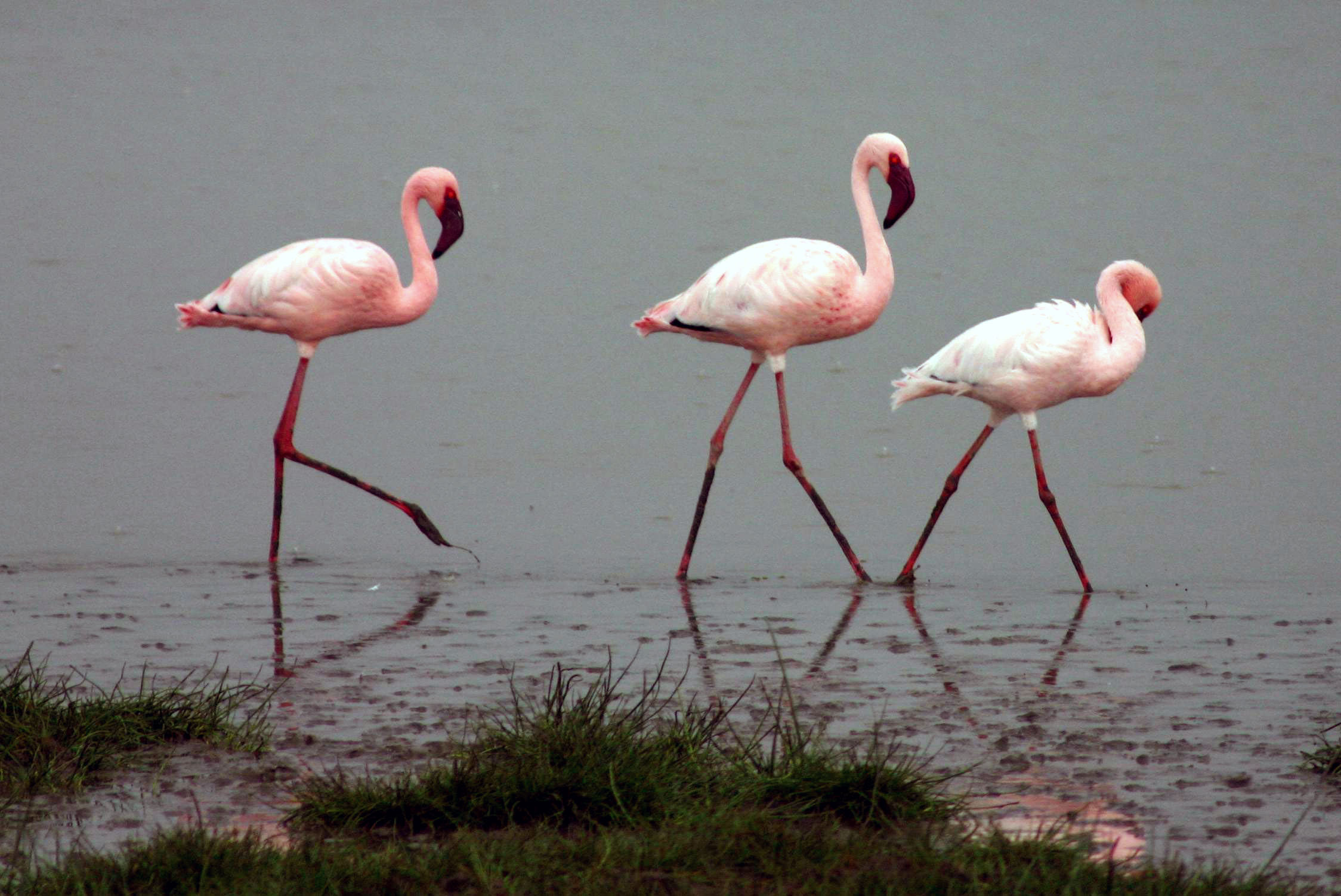
在坦桑尼亚恩戈罗恩戈罗保护区陨石坑的小火烈鸟。这种鸟的粉红色羽毛是由于作为其食物的蓝绿藻中的β-胡萝卜素。如果饲喂不含胡萝卜素的食物，则小火烈鸟会变成白色，所以在外國的動物園展示中該種鳥的專用飼料會經過特殊調配。

胡蘿蔔素（英語：carotene）是由8个异戊二烯首尾相接构成的四萜类化合物，具有多种异构体，最常见者为 β-胡萝卜素。
胡蘿蔔素属于不饱和烃，也是类胡萝卜素（carotenoid）的一成员，分子式为C40H56，由植物合成，但动物不能制造。胡蘿蔔素是橘色的光合色素。對於人眼视觉，各种胡蘿蔔都是有顏色的。胡萝卜素使許多蔬菜和水果帶有橘色，例如地瓜或者哈密瓜。這也是干枯的樹葉顯示橘色的原因。奶類脂肪与與奶油的黄色也是由于低濃度的胡蘿蔔素。那些把有颜色的胡萝卜素转化为无色的类维生素A的能力较弱的雜食动物，例如人类或者鸡，具有黄色的体脂肪，这是因为其摄入的植物性膳食中的类胡萝卜素存储在体脂肪中。
在光合作用中，胡蘿蔔素具有重要作用，能傳遞叶绿素所吸收的光学能量。胡萝卜素吸收了光合作用中产生的单态氧的能量，从而保护了植物的组织。
β-胡蘿蔔素是視黃醇（維生素A）的二聚物，可以在小肠粘膜处的β-胡蘿蔔素15,15'-单加氧酶催化下被打开生成视黄醛：
β-胡蘿蔔素+ O2 → 2視黃醛
β-胡蘿蔔素可存在肝臟與体脂肪中，需要时可在肝臟中轉變成一种維生素A，因此β-胡蘿蔔素是維生素A的前驅物。
其它两种结构的胡萝卜素，α-胡蘿蔔素與γ-胡蘿蔔素，在分子中只有一份视黄醇基团（β-紫罗兰酮环），也具有维生素A活性，但弱于β-胡蘿蔔素。属于叶黄素的类胡蘿蔔素：β-隐黄素也是如此。其它的类胡萝卜素，如番茄红素、ε-胡萝卜素，不具有β-环，因此不具有维生素A活性（但仍可能具有抗氧化活性或其它的生物活性）。
动物物种在转换类胡萝卜素中的视黄醇基团（β-紫罗兰酮环）为视黄醇的能力差别極大。肉食动物一般说来转换膳食摄入的类胡萝卜素的β-紫罗兰酮环的能力很差。纯肉食动物缺少β-胡萝卜素15,15'-单加氧酶，完全不能將任何類胡蘿蔔素轉化成视黄醇，因此對这些動物來說，胡蘿蔔素不能算是维生素A前驅物。但猫可以將少量的β-胡萝卜素轉化成视黄醛，虽然这个量完全不能满足猫的每日的视黄醛的需要量。

## 分子结构
化学上，胡萝卜素分子是包含40个碳原子的多元不饱和烃，包含的氢原子数随胡萝卜素的种类不同而不同，不包含其它的化学元素。某些种类的胡萝卜素的分子的一端或两端为烃环。胡萝卜素对于人的肉眼来说都是有颜色的，这是由于其分子内形成了广泛的共轭双键系统。胡萝卜素结构上是四萜烯，这意味着可以从4个10碳萜烯生物合成胡萝卜素，或者说胡萝卜素从8个5碳异戊二烯单元形成。
植物中最常见的两类胡萝卜素，用希腊字母命名，是α-胡萝卜素与β-胡萝卜素。γ, δ, ε, 与ζ-胡萝卜素也存在。由于它们都是烃类，不含氧原子，因此是脂溶性的，不溶于水。其它的类胡萝卜素，如葉黃素，分子中含有氧原子，因此疏水性较弱。

## 膳食来源
下列食物富含胡蘿蔔素:
- 甘薯[4]
- 蕃薯
- 胡萝卜[4][5]
- 枸杞[6]
- 哈密瓜[7]
- 芒果[8]
- 杏[8]
- 柿子[5]
- 菠菜[4][5]
- 羽衣甘蓝[4][5]
- 莙荙菜[5]
- 芜菁叶子[4][5]
- 蒲公英叶子[5]
- 甜菜叶子[5]
- 芥菜叶子[5][9]
- 宽叶羽衣甘蓝[4]
- 西洋菜[5]
- 芫荽[4]
- 麝香草[4]
- 西兰花[5]
- 香芹[5]
- 半结球莴苣[4]
- 红瓜(ivy gourd)[10]
- 野玫瑰果(rose hips)[11]
- 笋瓜[4][5]
- 南瓜[5]
- 木薯[12]

这些食物如果与油脂一起烹煮，可以提高胡蘿蔔素的吸收率，因为胡蘿蔔素是脂溶性。烹煮幾分鐘可以破壞细胞壁，使胡蘿蔔素溶入液体中。6 μg的膳食β-胡蘿蔔素提供了等效于1 μg的视黄醛，等效于3⅓IU的维生素A。

## 多種形式

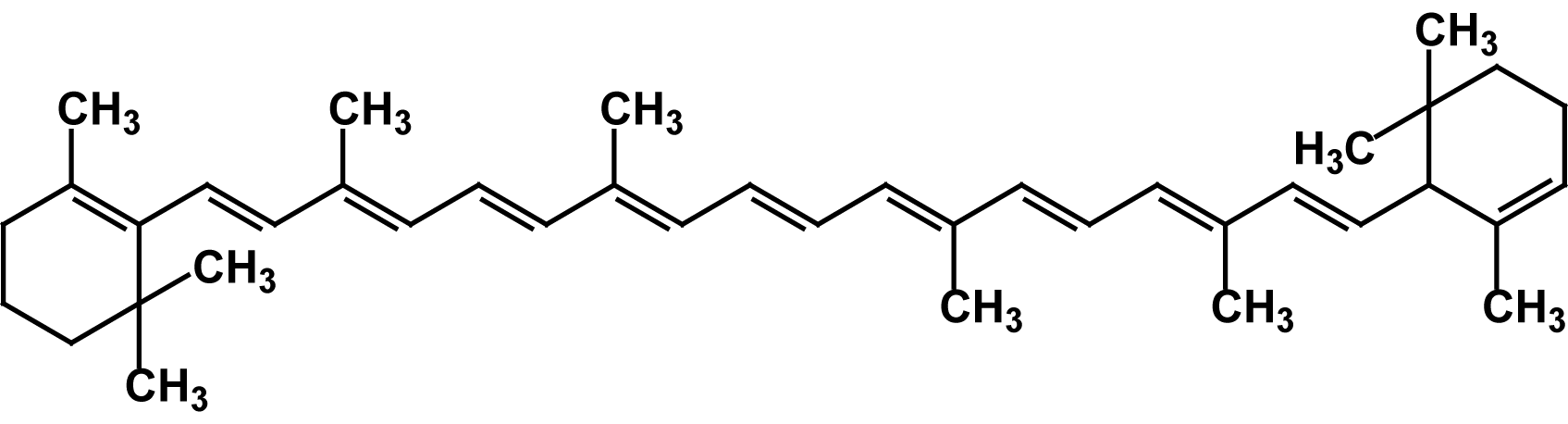
α-胡蘿蔔素

α-胡蘿蔔素

β-胡萝卜素

兩種異構物的差異在於末端的環基上的雙鍵位置。胡蘿蔔素的家族有600多個成員，其中大概50種是食物中常見的，而當中最重要的有α-胡蘿蔔素及β-胡蘿蔔素，它們來自黃色、橘色的蔬菜和水果如紅蘿蔔、木瓜、橘子、芒果和南瓜等食物。綠色蔬菜如芥蘭、綠花椰菜亦含有胡蘿蔔素。胡蘿蔔素是脂溶性維他命，是維他命A的前驅物，儲存於肺部、腎上腺、前列腺以及眼睛中的黃斑區等地方。
胡蘿蔔素能夠活化維他命A，預防夜盲症及視力減退，亦可以滋潤眼睛，預防眼部發炎，並且預防及改善視網膜黃斑區病變、白內障、乾眼症、眼睛疲勞等眼部問題，對保護眼睛十分重要。美國多項研究顯示，多吃含豐富胡蘿蔔素（特別是β-胡蘿蔔素的食物）有助降低罹患黃斑點病變機會。
胡萝卜素保护植物细胞不被紫外线破坏。β-胡萝卜素也是一种抗氧化剂。

## β-胡蘿蔔素与癌症
试验表明，30 mg/day（10倍于每日摄入参考标准）增加了吸烟者与有过石棉暴露史的人的肺癌与前列腺癌的风险。美国癌症学会的一篇文章号召在β-胡萝卜素补充剂上增加警告标志，提示吸煙者这种补充剂会增加其患肺癌风险。
新英格兰医学杂志1994年的一篇论文研究了每日补充β-胡萝卜素与维生素E与肺癌的发生之间的关系。结论是使用了补充剂的参与者没有发现降低肺癌的发生，而且这些补充剂还有有害效果。
美國国家癌症研究中心杂志与新英格兰医学杂志在1996出版的论文研究了维生素A（作为视黄基棕榈酸酯的形式）与β-胡蘿蔔素是否具有预防癌症的效果。结果顯示，有过因吸烟或石棉暴露导致的肺炎的實驗参与者，摄入β-胡萝卜素补充剂后增加了患肺癌的风险，因此實驗在早期阶段就停止了。
美国医学会杂志2007年的一篇综述性文章认为，β-胡萝卜素增加了死亡率在1到8%（相对风险1.05，95%置信区间interval 1.01-1.08）。但这个分析是基于两个大型吸烟族群，其结论是否适合一般民眾尚无研究。

## β-胡蘿蔔素与認知
2007年的一篇研究報告表明，每两日攝取50 mg的β-胡蘿蔔素，阻止了認知能力下降。这是超过4000名医师在18年間的治療数据上得出的結論。

## 胡蘿蔔素血症
胡蘿蔔素血症，或者高胡蘿蔔素血症，是在血清中有过量的胡蘿蔔素。但不同于过量的维生素A，胡蘿蔔素是无毒的。过量的胡蘿蔔素会导致胡蘿蔔素皮肤沈澱（carotenodermia）, 出現明顯黄色的皮肤。但不同于黄疸，过量的胡蘿蔔素不会使得眼睛的结膜变黄，因此易于从外观上区分二者。胡蘿蔔素血症最常见的原因是吃了太多的高胡蘿蔔素食物（如胡蘿蔔、柑橘），但也可能是其它危险情况的医学信号。

## 全合成
目前有两种β-胡蘿蔔素全合成办法。第一种是Badische Anilin- & Soda-Fabrik（巴斯夫）提出的，基于维蒂希反应，格奥尔格·维蒂希持有该专利：
第二种是一类格氏反应，由罗氏公司提出。这两种方法都是对称的，巴斯夫合成是C20 + C20，罗氏合成是C19 + C2 + C19。

## 命名法
胡萝卜素是一类不含氧的类胡萝卜素。
β-胡萝卜素的分子两端是相同结构，称之为β-环。特别地，β-环是9个碳原子团组成。
α-胡萝卜素分子在一端是β-环；另一端是ε-环。并不存在"α-环"。
使用分子两端的基团来命名类胡萝卜素，就构成了系统命名法（systematic naming scheme）：
- α-胡萝卜素，即β,ε-胡萝卜素；
- β-胡萝卜素，即β,β-胡萝卜素；
- γ-胡萝卜素，即β,ψ-胡萝卜素（一端是β-环，另一端不成环并称为ψ）；
- δ-胡萝卜素，即ε,ψ-胡萝卜素（一端是ε-环，另一端不成环）；
- ε-胡萝卜素，即ε,ε-胡萝卜素；
- 番茄红素 is ψ,ψ-胡萝卜素。

ζ-胡萝卜素是生物合成链孢红素（neurosporene）的前体，链孢红素是番茄红素的前体，而番茄红素是胡萝卜素α到ε的前体。

## 食品和饲料添加剂
胡蘿蔔素可用作食用色素，用于果汁、餅乾、甜点、奶油、人造奶油。欧盟批准号为E160a。澳洲、紐西蘭、美国等均允许作为食品添加剂。
另外胡萝卜素也可用作饲料添加剂。市场上的一些“红心”蛋类就可能是给禽类喂食胡萝卜素添加剂的产物。